# 陳回光
陳回光( ？─ ？)，唐朝將領。朔方軍軍官，約略為唐玄宗、唐肅宗、唐代宗時人。

## 生平事蹟
朔方軍郭子儀部將，應屬中階軍官，於《舊唐書》中未被提及，僅於《新唐書》中提及，生平事蹟已難考。
唐代宗永泰元年，僕固懷恩引吐蕃、回紇、党項、羌、鐵勒族渾部、奴剌等族，聯軍三十萬人，掠涇、邠、鳳翔，再進醴泉、奉天等地，威脅首都長安，唐朝廷大為震驚，遣郭子儀屯兵涇陽，受到敵軍團團包圍，陳回光乃在陣中。